# Arrondissement de Heerenveen
L'arrondissement de Heerenveen est une ancienne subdivision administrative française du département de la Frise créée le 1er janvier 1811 et supprimée le 11 avril 1814.

## Composition
Il comprenait les cantons de Akkrum, Beetsterzwaag, Heerenveen et Oldeberkoop (Ooststellingwerf).